# Metawa
Metawa was de handelsmerknaam van een metaalwarenfabriek die van 1923 tot 1973 was gevestigd in Tiel. Het was een van de vele tinbedrijven in Tiel.